# 迪吉燃煤电站
迪吉燃煤电站，另译梯吉火电站、蒂基火电站，是缅甸的一座发电站，位于掸邦勃欧自治区宾朗镇区。

## 概述
该发电站总装机12万千瓦，年发电约6亿度，占掸邦发电总量的近30%（2019年），2023年时，其发电量在掸邦发电总量的占比已达到40%。该发电站是缅甸首座也是唯一一座燃煤发电站。

## 历史
2015年，缅甸政府决定对原有发电站进行升级改造。中国的无锡华光公司通过缅甸电力与能源部发出的国际招标，获得了该电站项目的建设合同和22年的经营权。项目总投资额为4700万美元，于2017年5月26日正式投产发电。

## 争议
尽管建设单位宣称，该发电站采用了国际领先的中国环保排放控制技术，且经由第三方环保机构严格检测，其除尘、脱硫、脱硝等排放指标均符合世界银行的环境污染排放标准，并已通过缅甸电力与能源部及掸邦政府的检查与认可，不会对周边环境造成危害。然而，2019年，缅甸透明与问责联盟（MATA）、绿色和平组织及护水者联盟共同发布了一份报告，该报告证实了社区居民对于污染的担忧确有其因。这些团体就迪吉发电站对当地环境及居民健康的潜在影响进行了深入剖析。MATA在报告中对中国企业指定的承包商提出了严厉批评：“在迪吉地区采集的样本显示，所有关键有毒污染物的浓度均超出了国家法定标准。”此外，报告还声称“当地水体中的重金属含量亦超出了世界卫生组织所规定的饮用水水质标准。”

## 图册

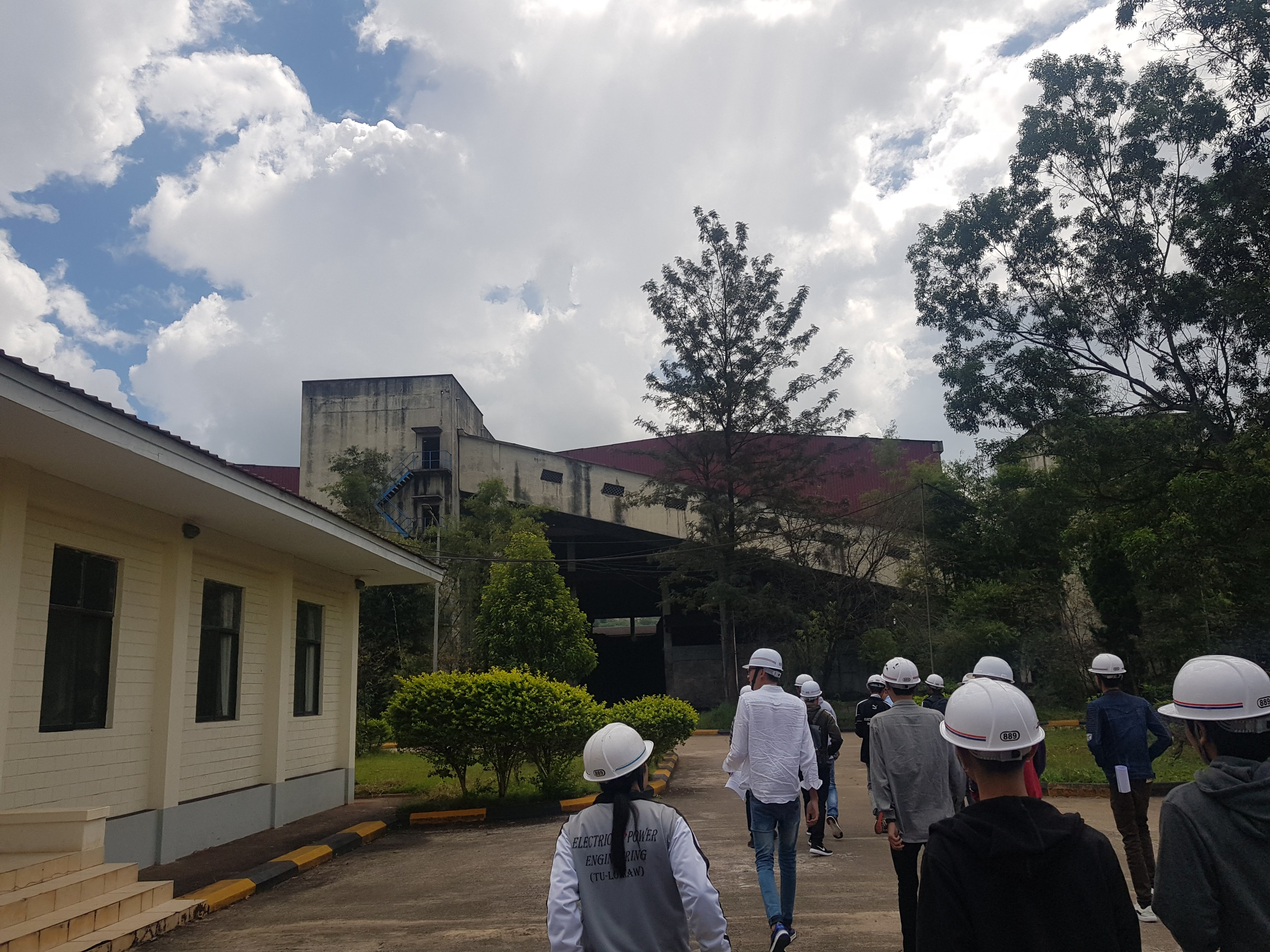
电站内部
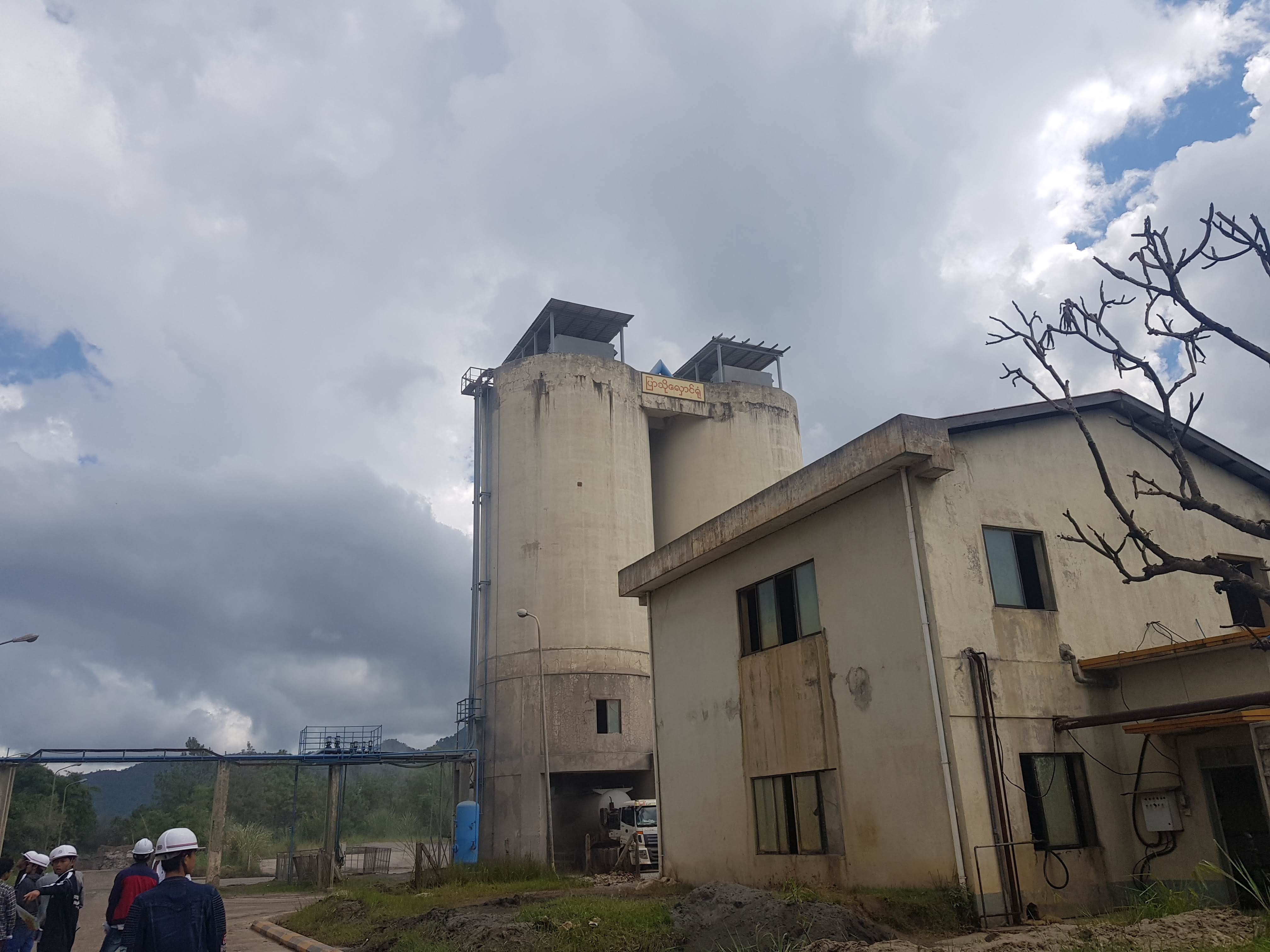
电站内部
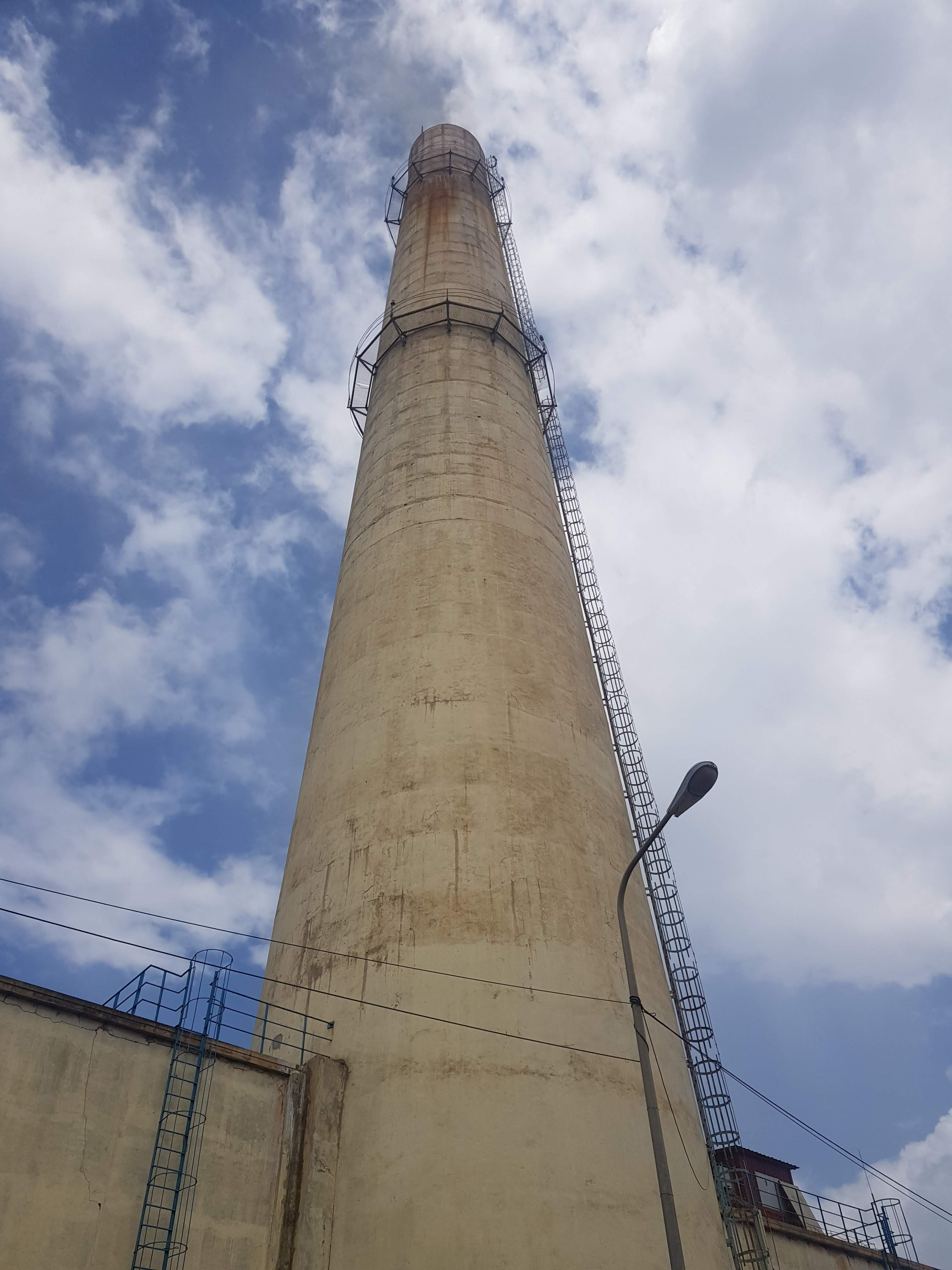
烟囱
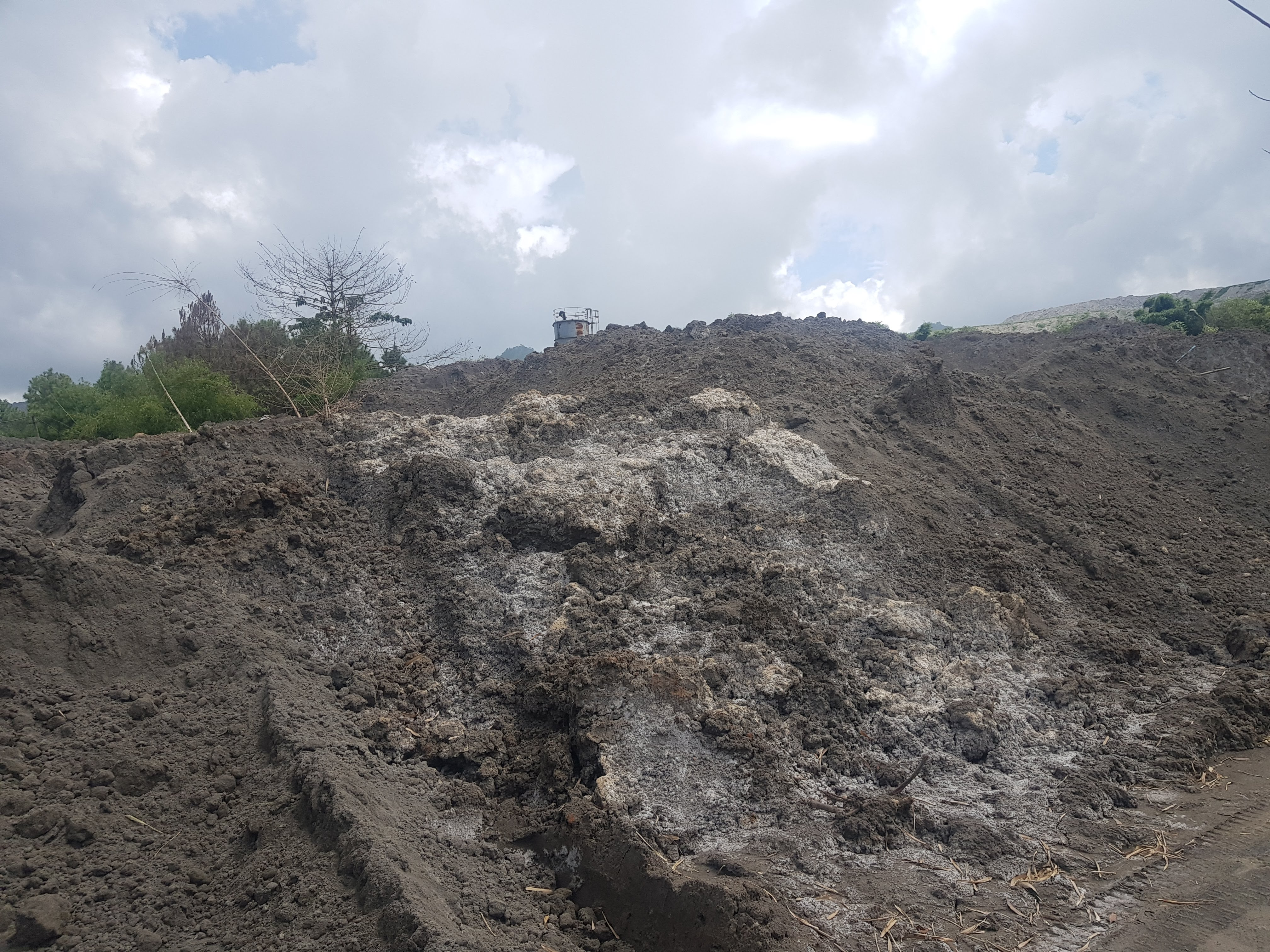
废灰
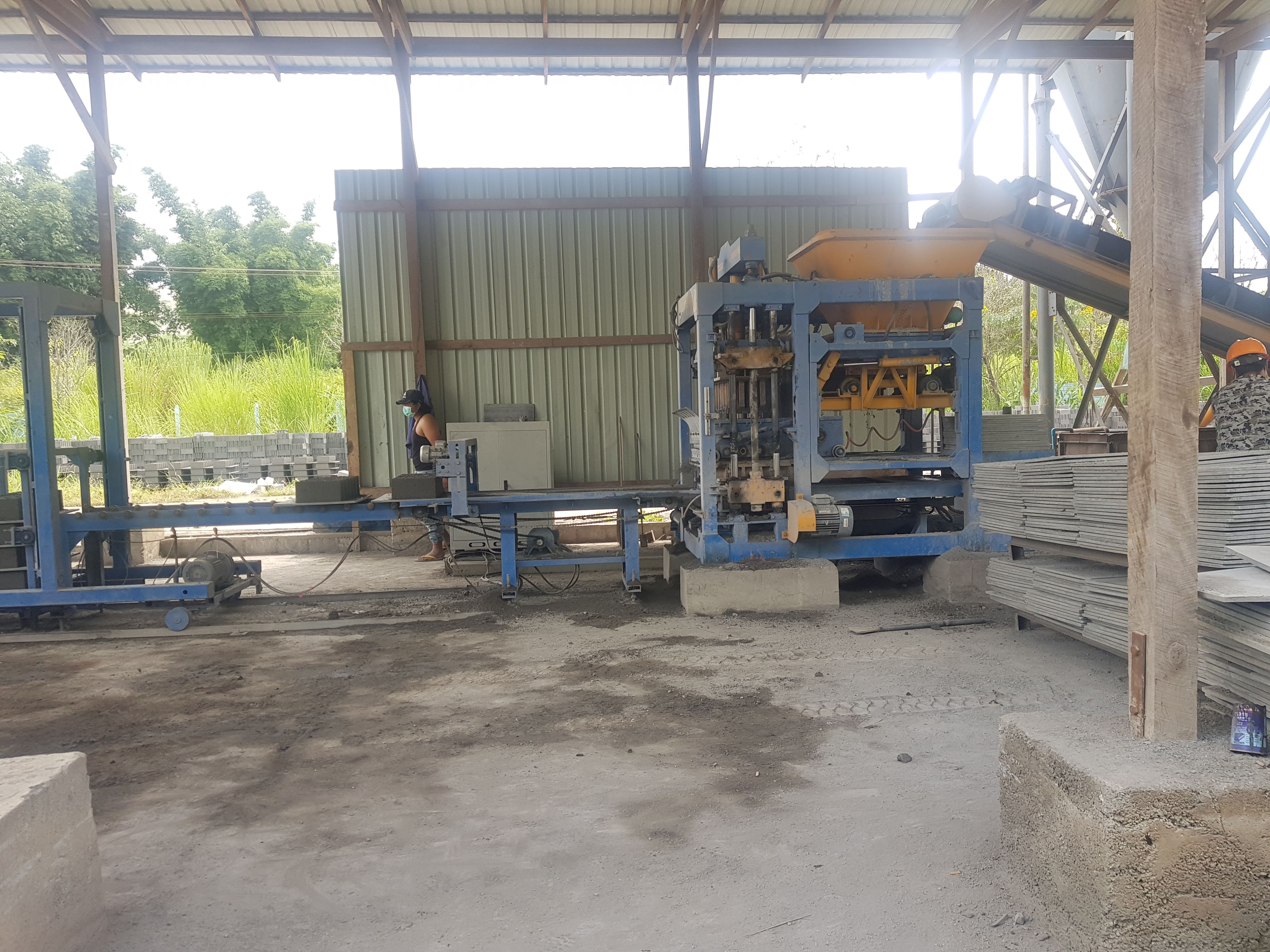
废灰制砖
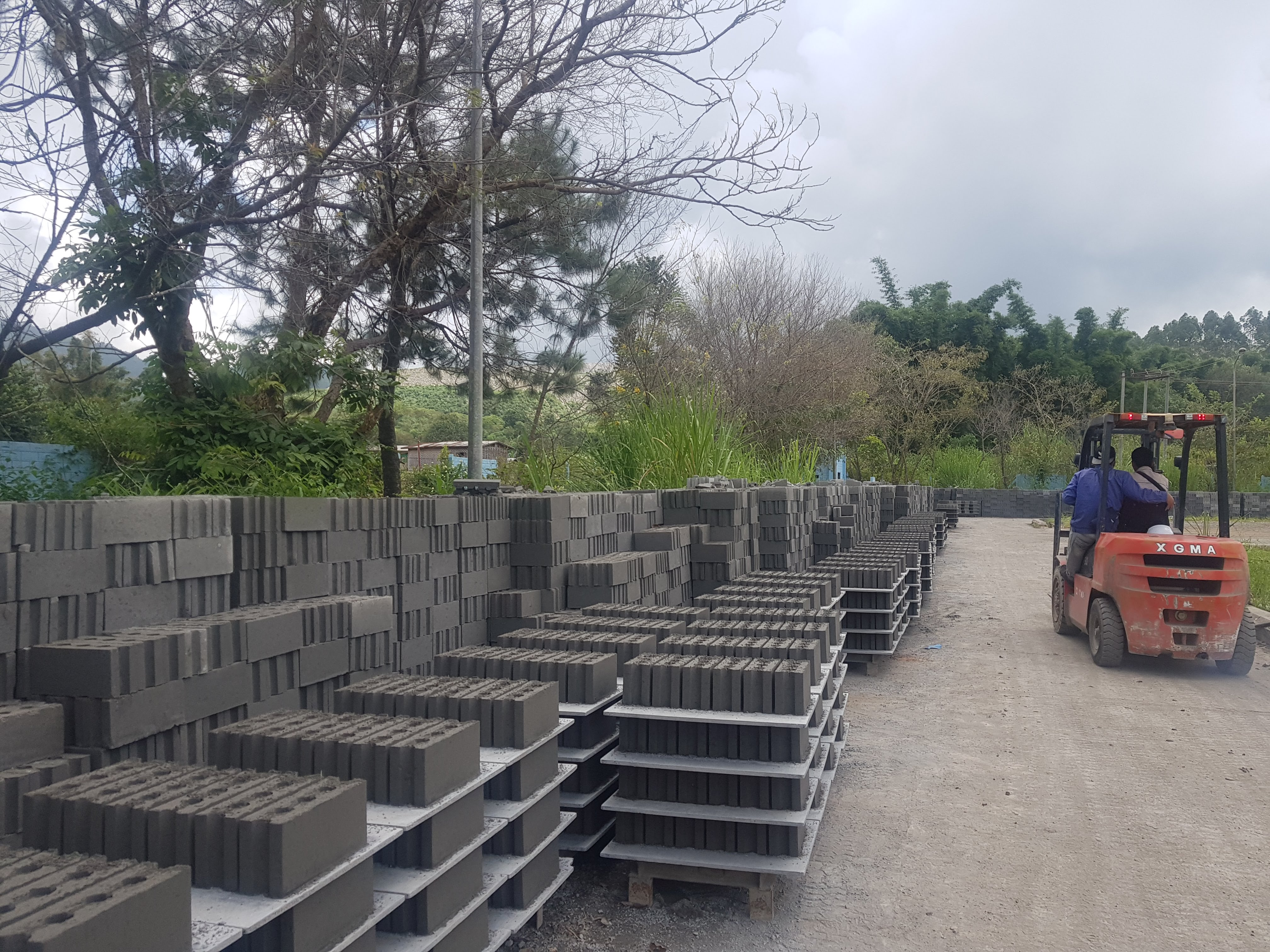
废灰制成的砖
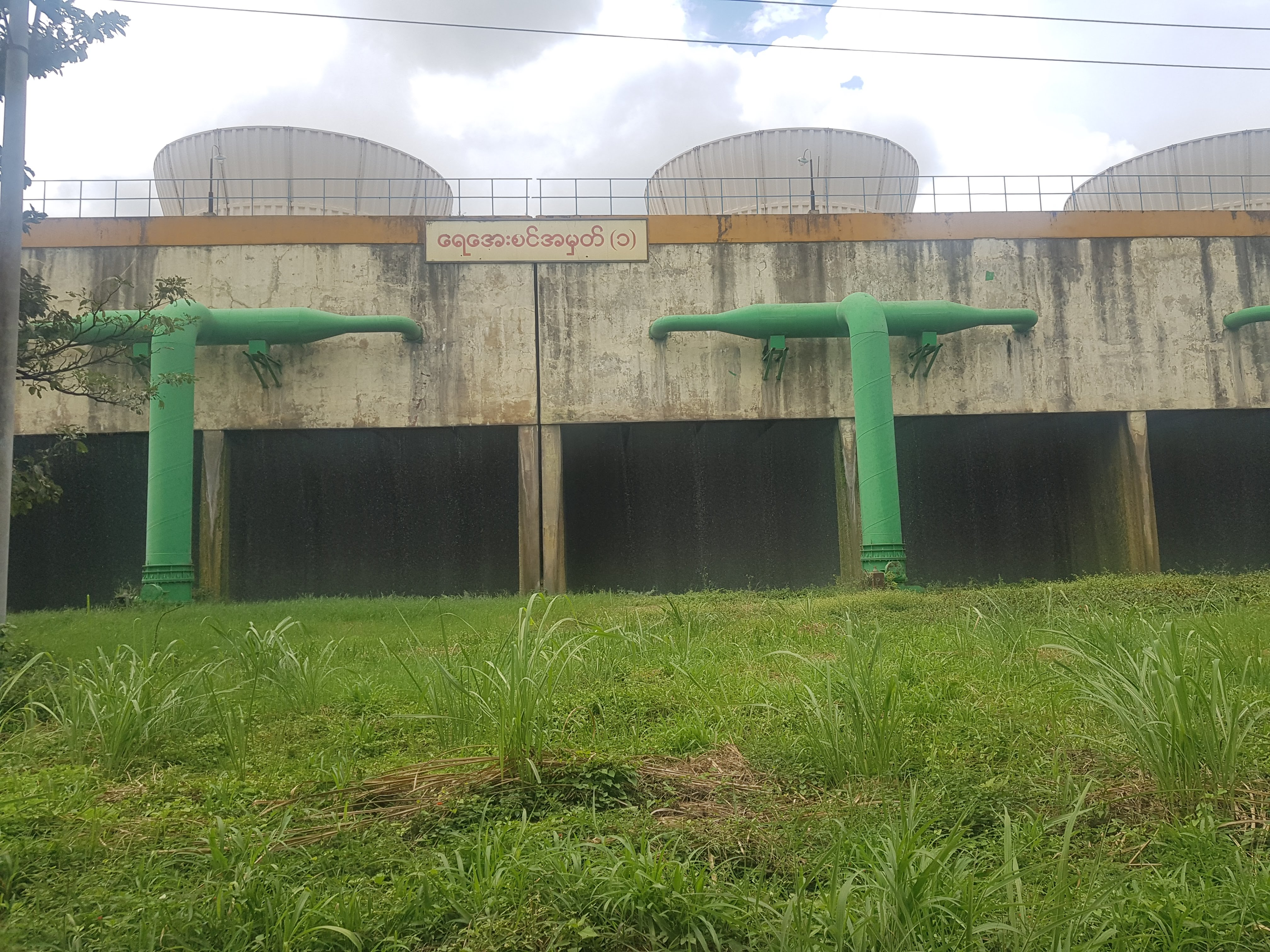
冷水
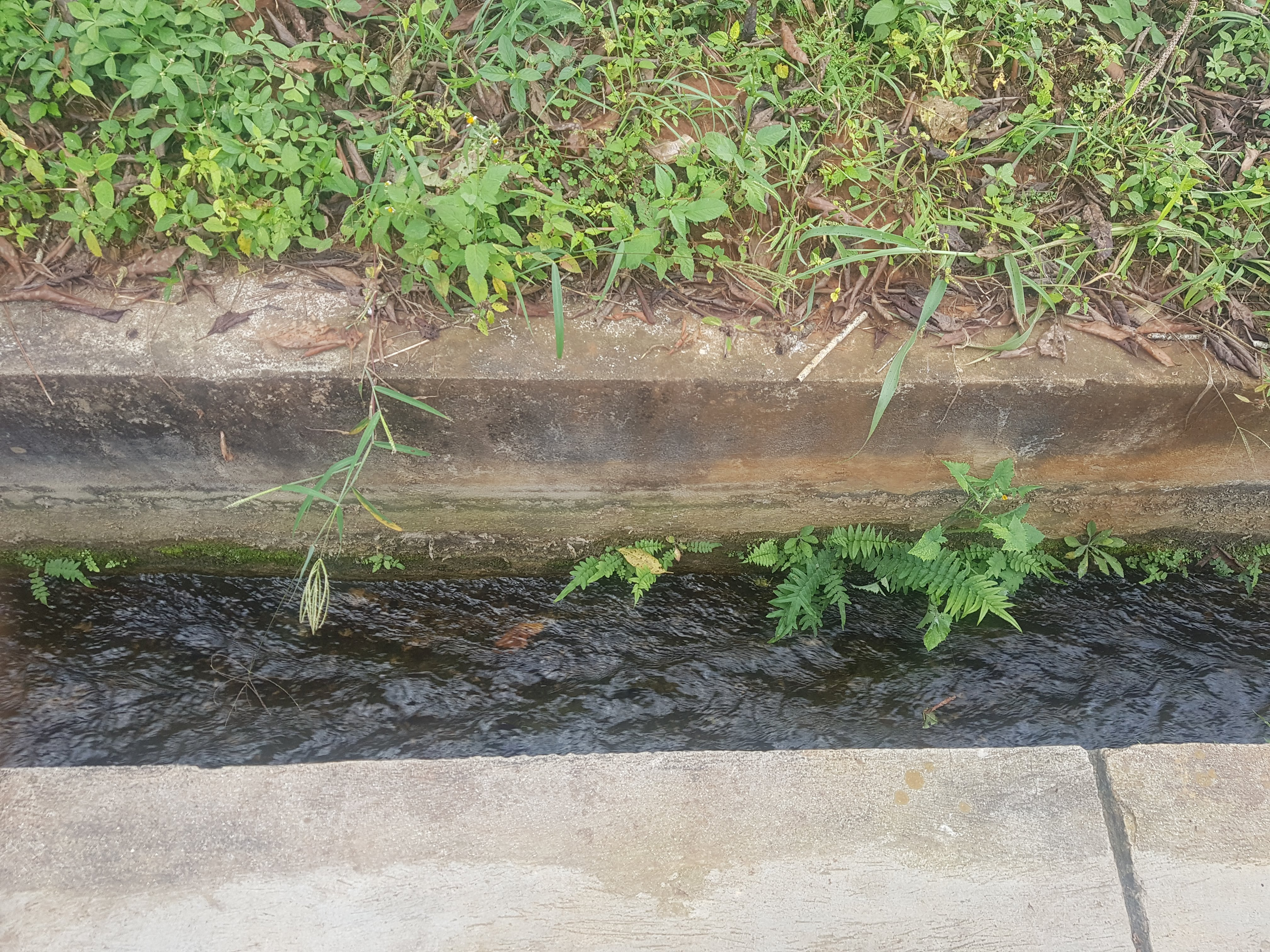
已使用和废弃的水
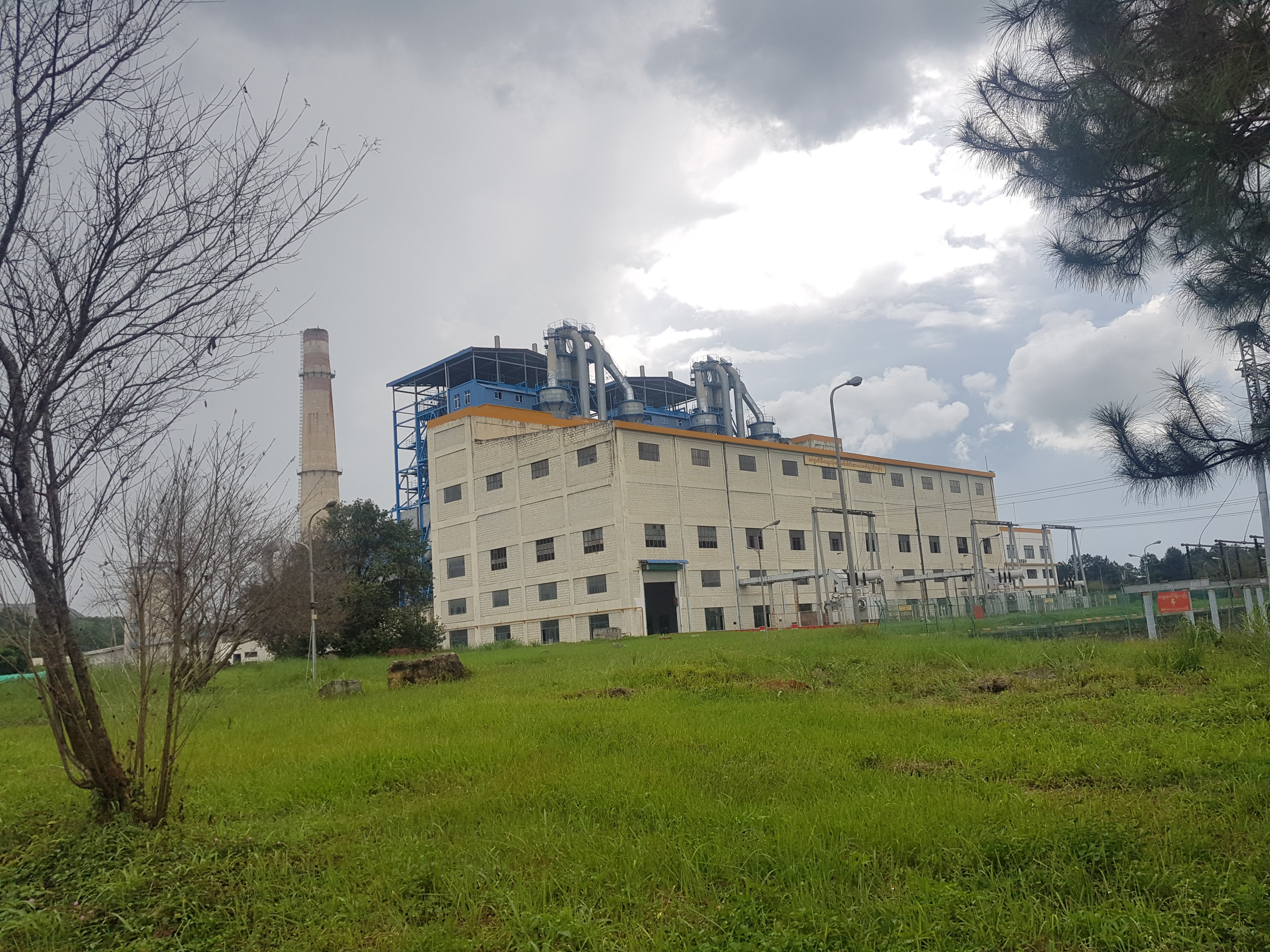
涡轮机制造
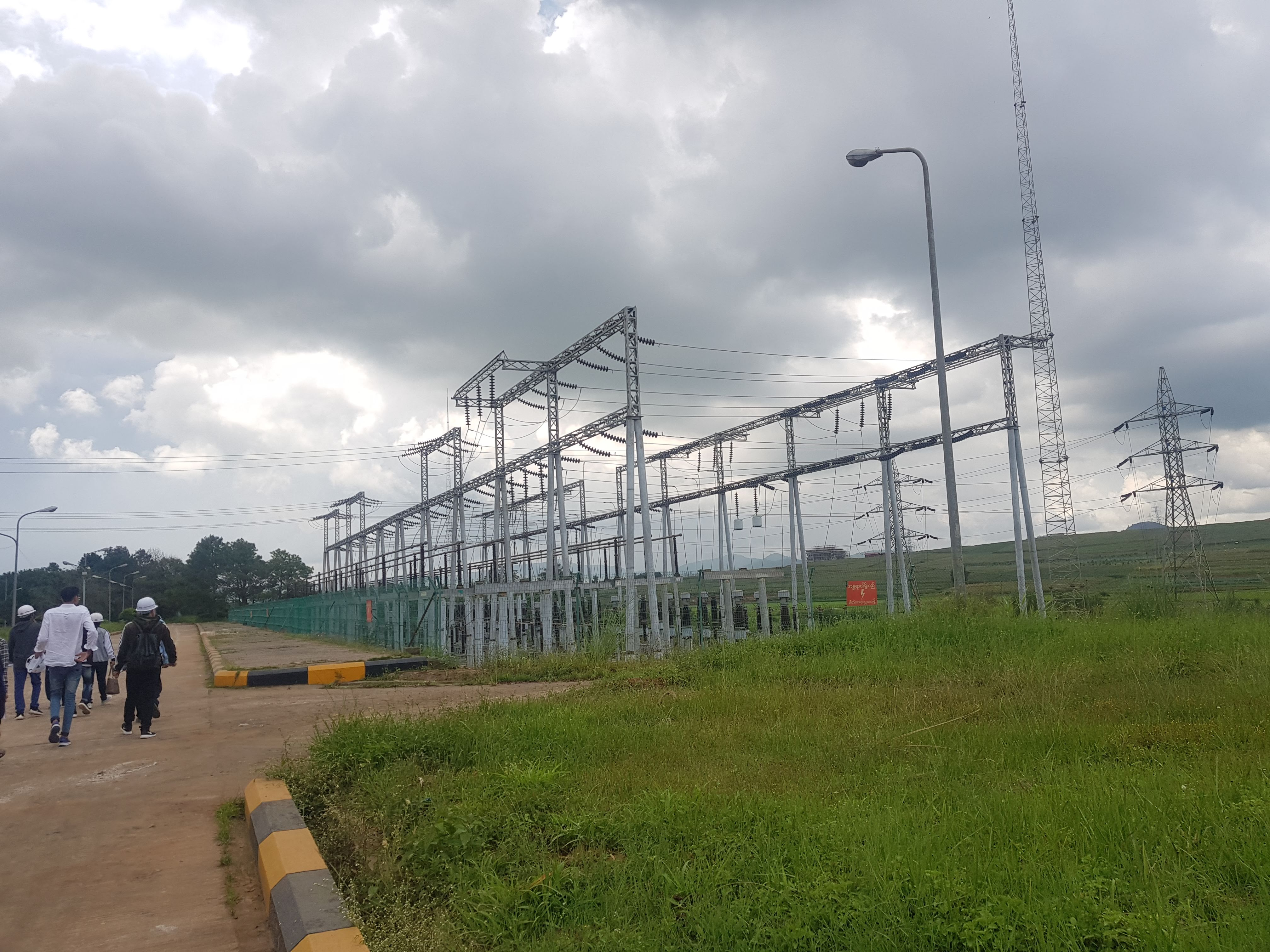
开关站
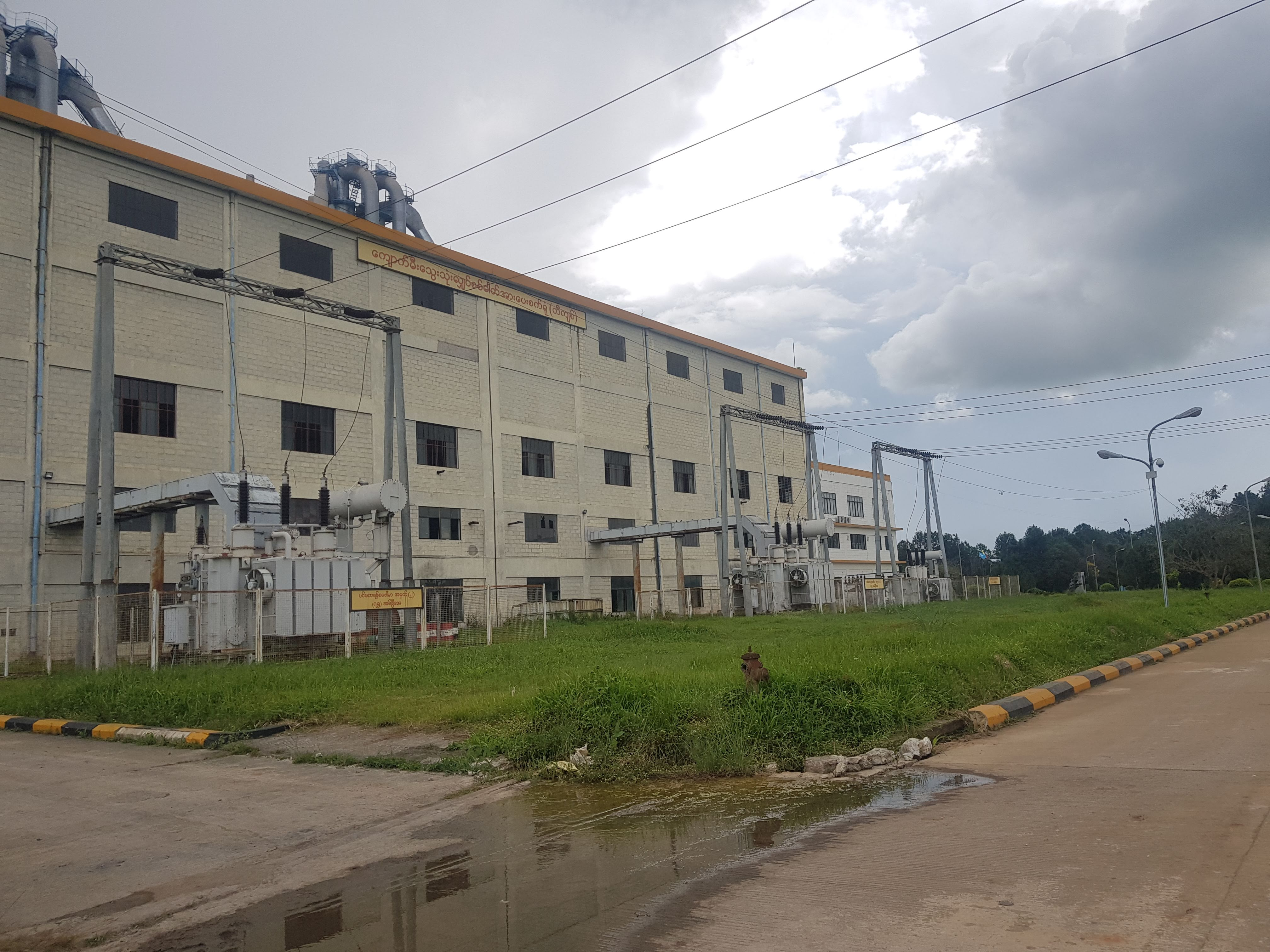
变压器
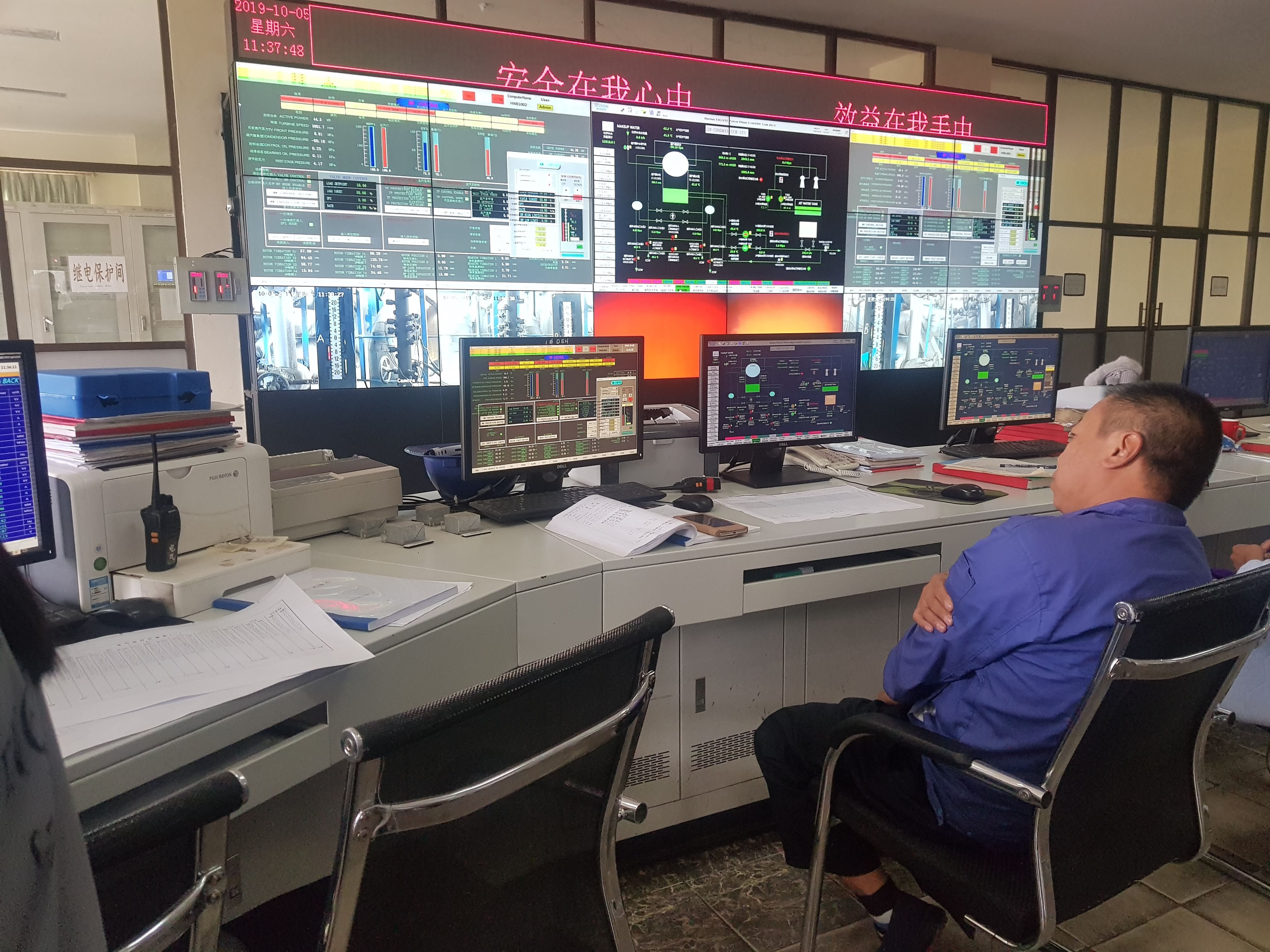
主控室
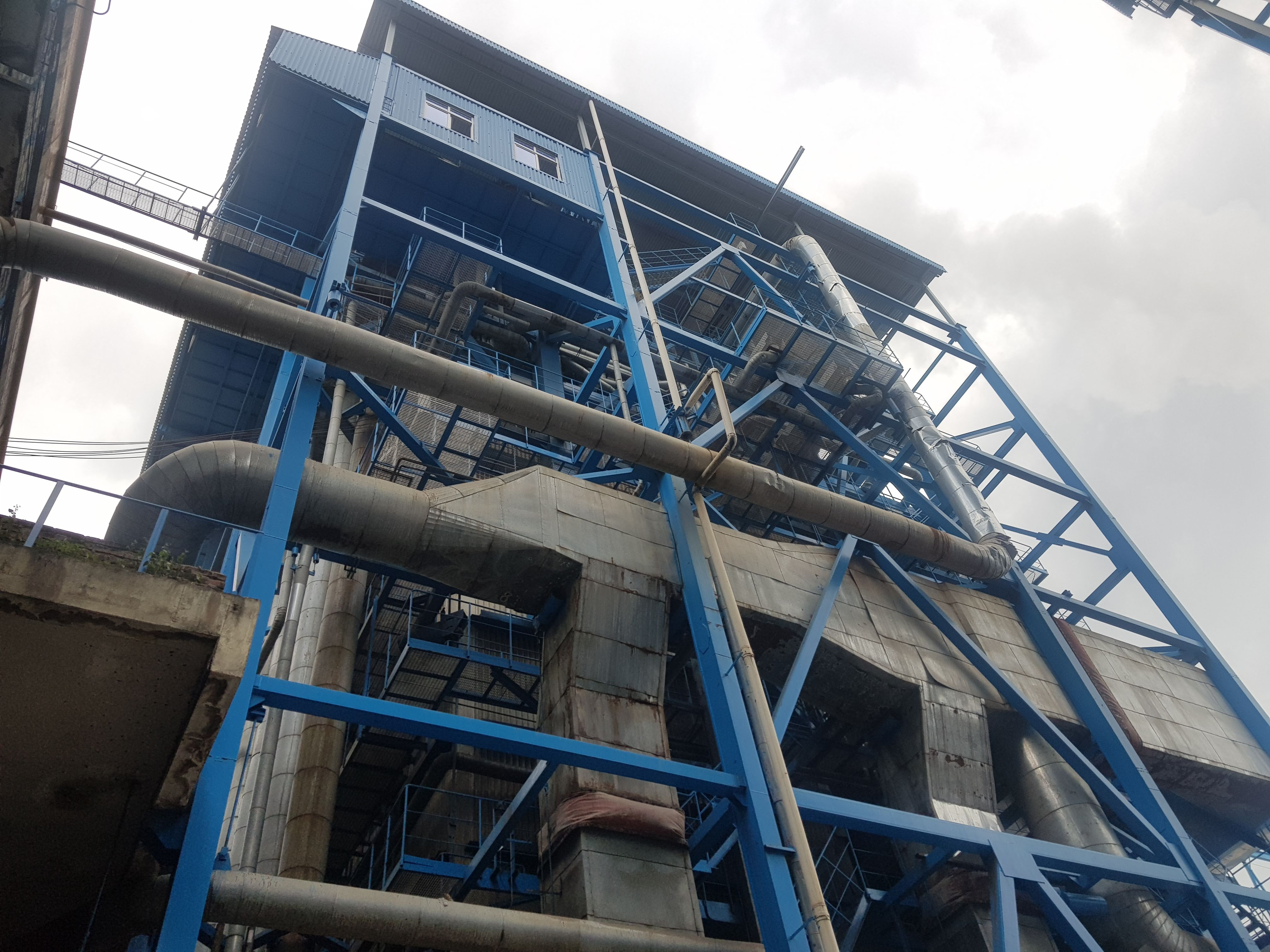
锅炉房
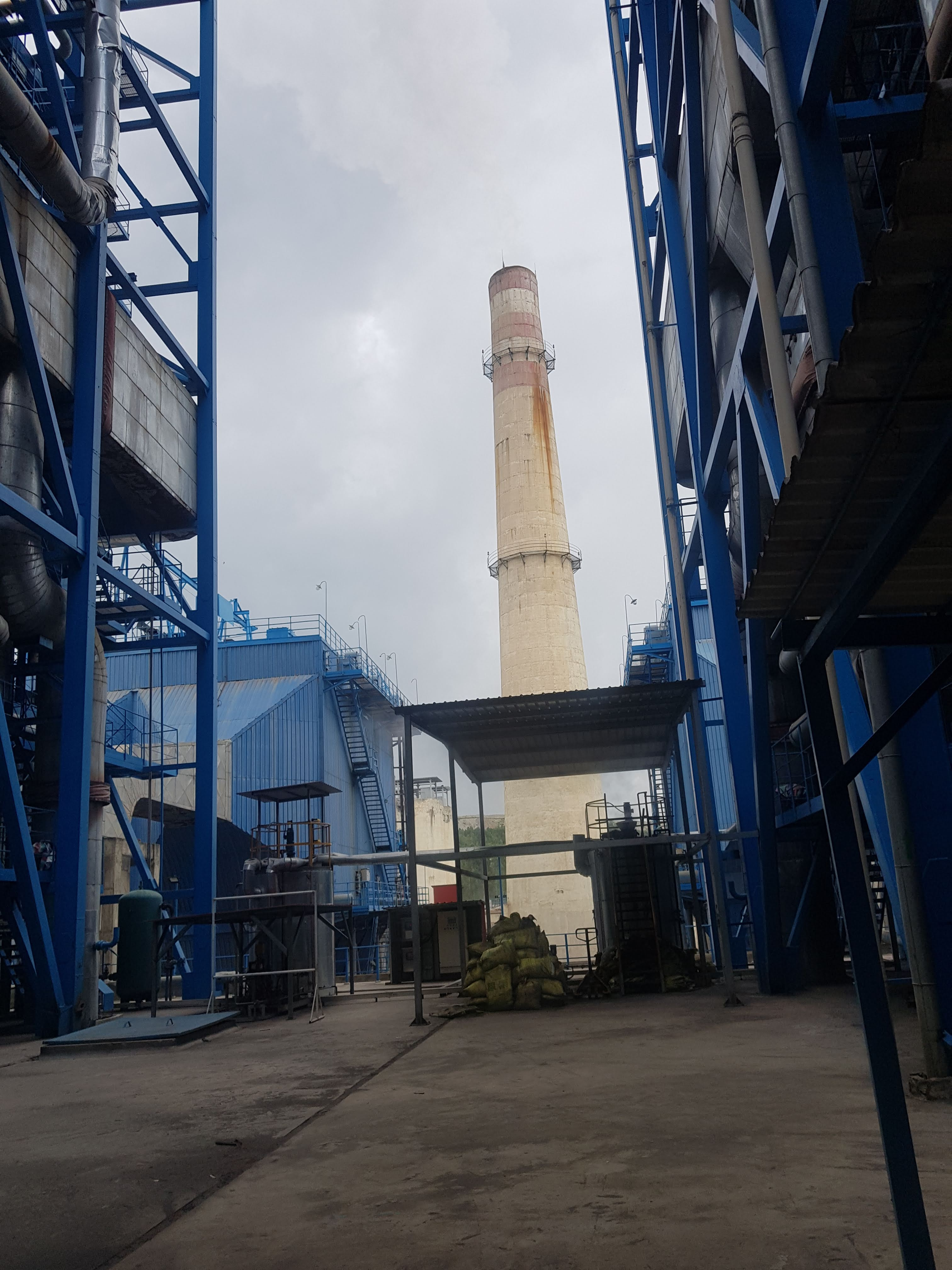
工厂内部
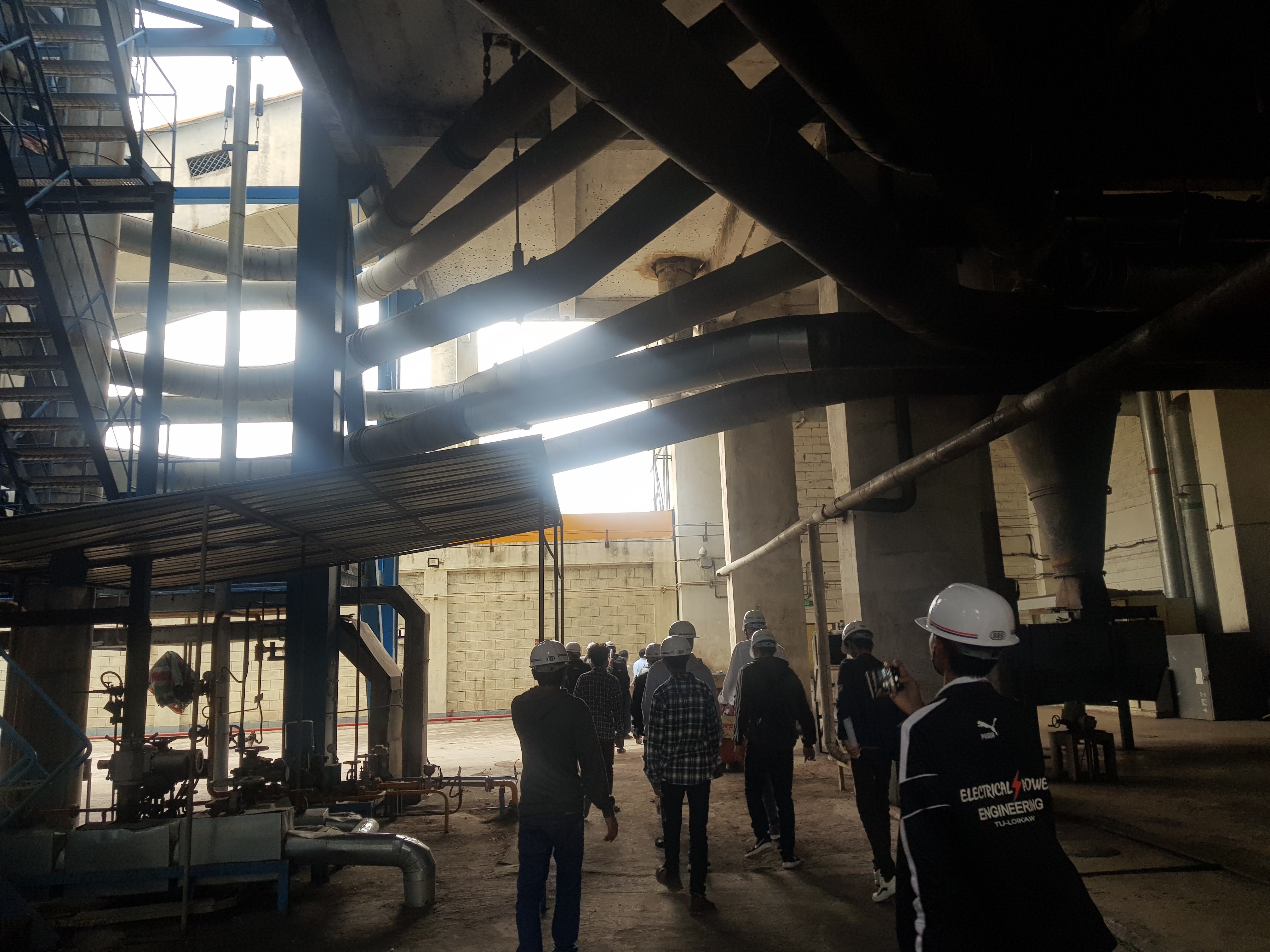
工厂内部
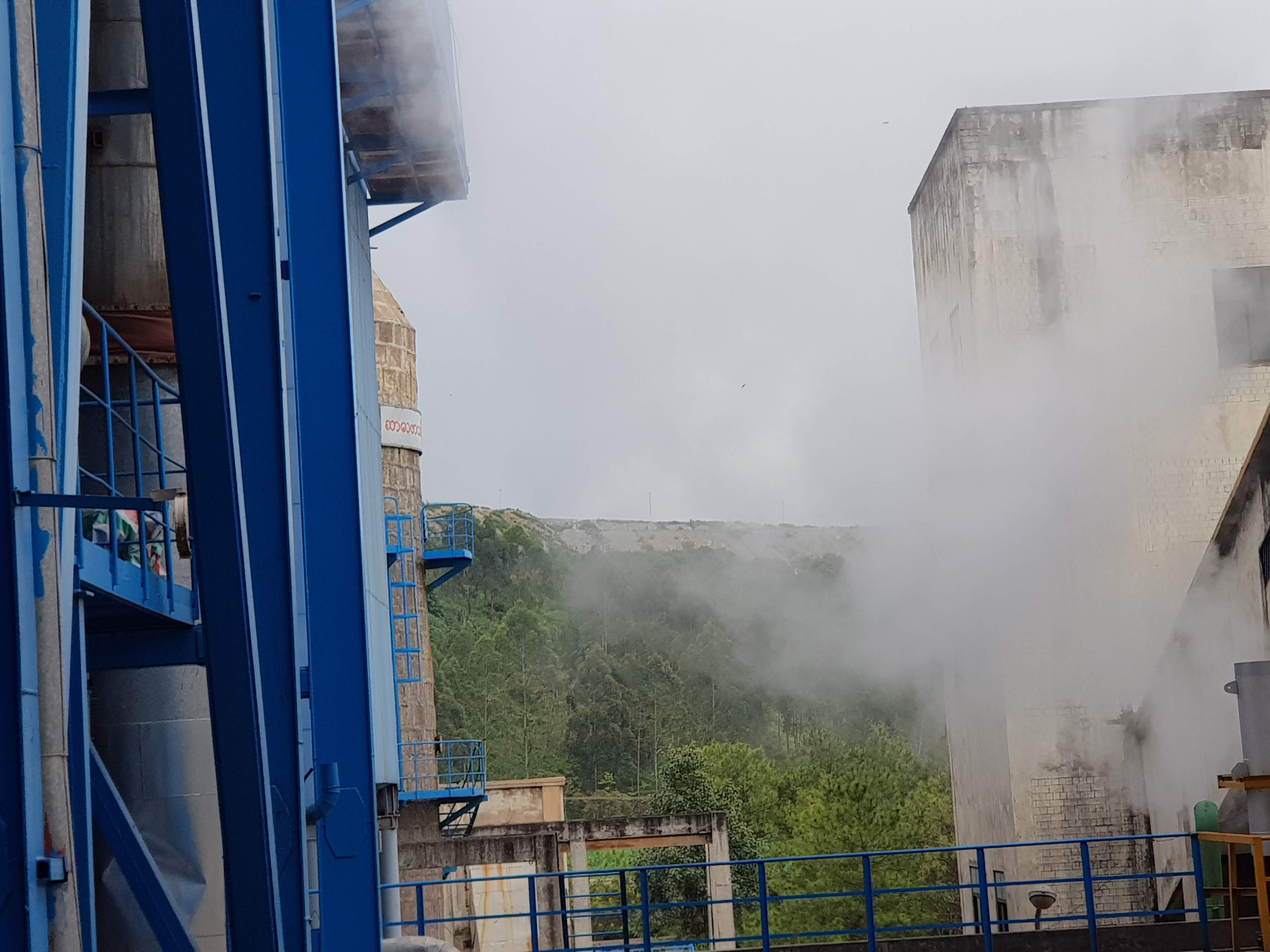
工厂视角下的煤矿
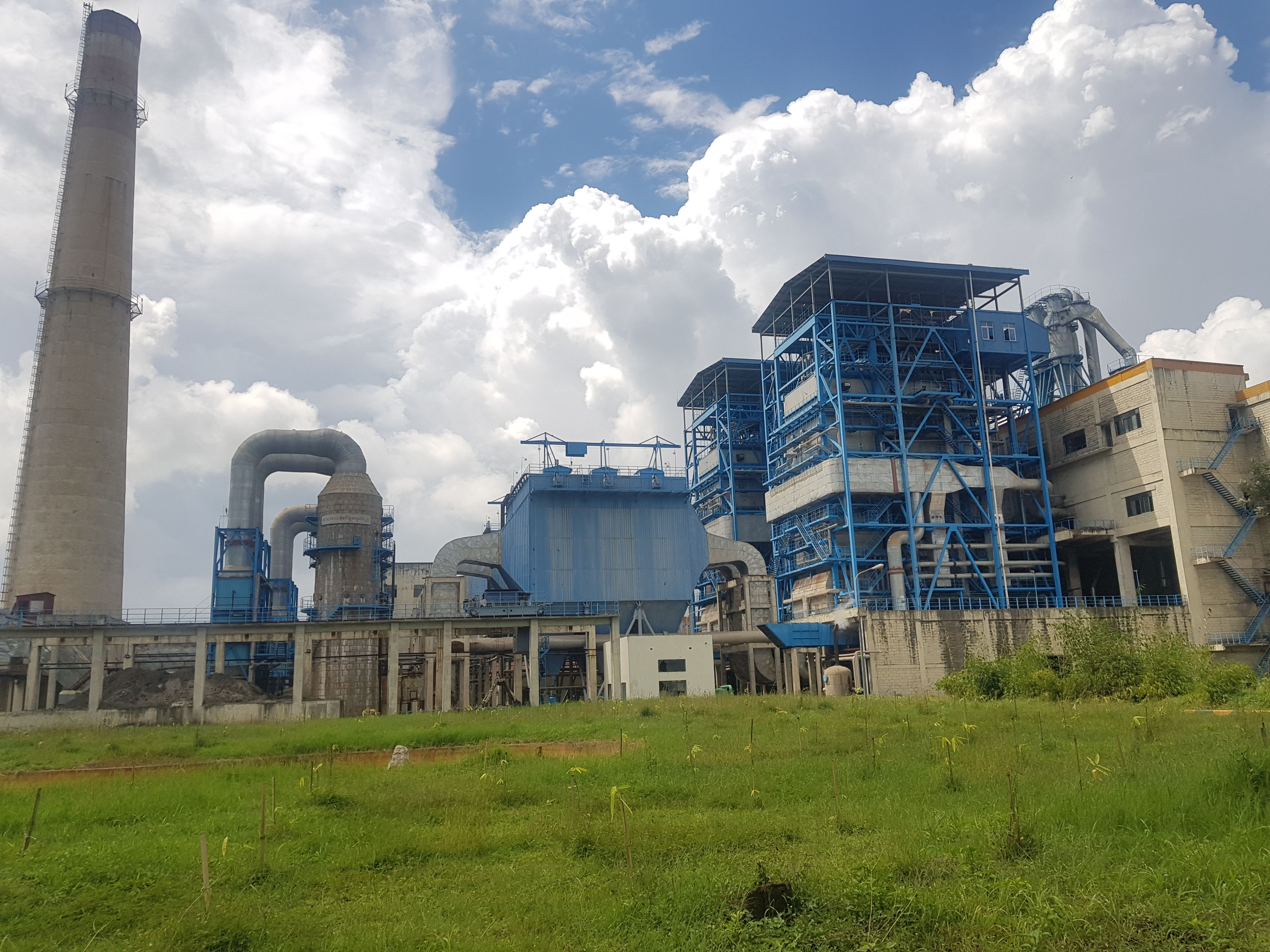
工厂外景
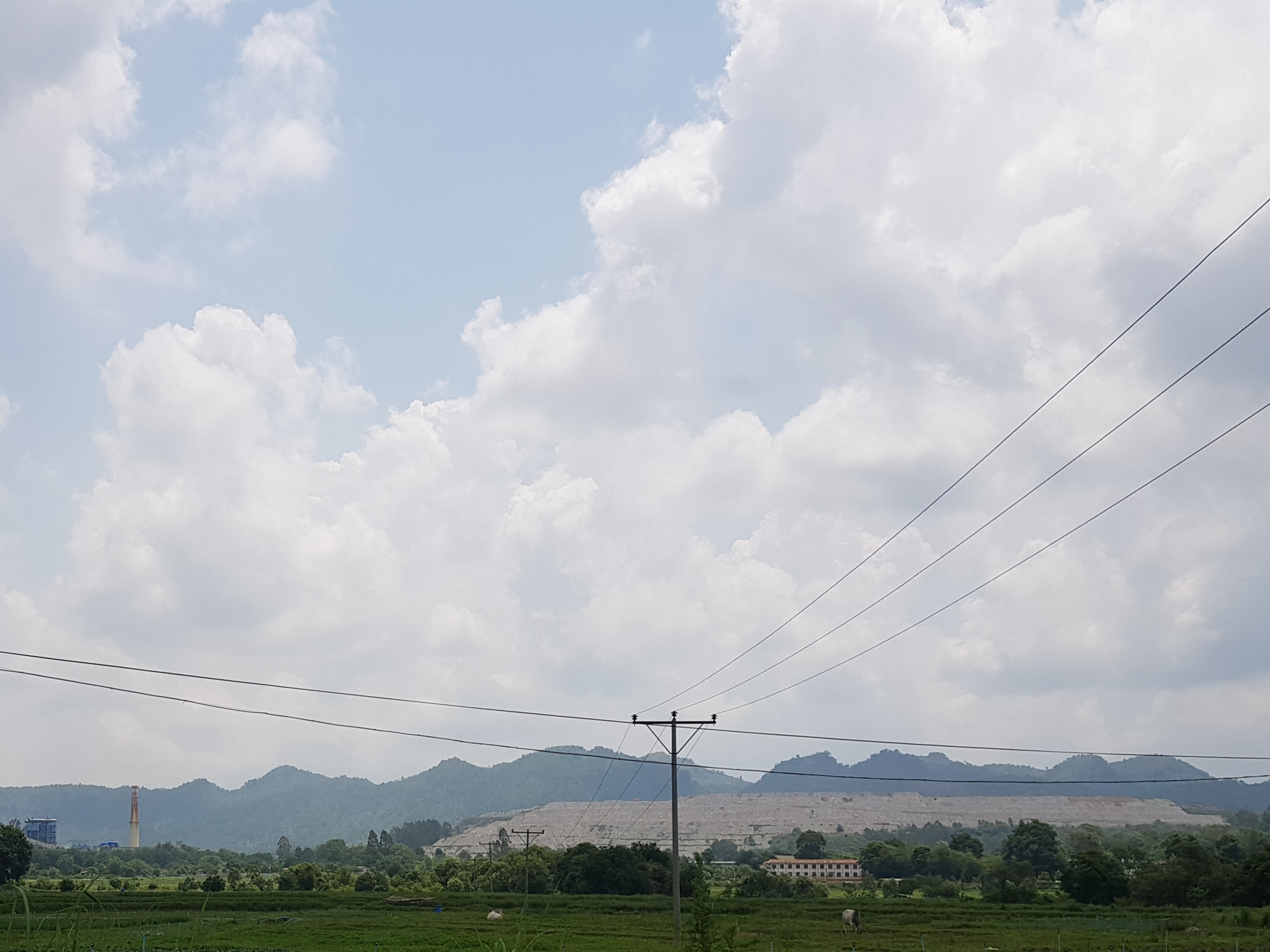
从昂班至垒固道路上看到的工厂和矿山